# Еліза Сканлен
Еліза Джейн Сканлен (англ. Eliza Jane Scanlen; нар. 6 січня 1999) — австралійська акторка, що прославилася роллю Емми Креллін у міні-серіалі каналу HBO «Гострі предмети» (2018).

## Біографія
Народилася 6 січня 1999 року в Сіднеї, штат Новий Південний Уельс, Австралія. Має сестру-близнючку.
Кілька років вивчала фортепіано (що пізніше стало в пригоді для ролі Бет Марш у кіноадаптації «Маленьких жінок»), у віці 7 років була зачарована театром:
|  | Коли мені було сім років, моя мама взяла мою сестру-близнючку і мене на п'єсу. Я пам'ятаю, що була зачарована життям на сцені. Оригінальний текст (англ.) When I was seven, my mom took my twin sister and me to a play. I remember being fascinated about life onstage. |

У старшій школі була запрошена на провідну роль в австралійській мильній опері «Додому і в дорогу». Першою помітною роллю, відміченою критиками, стала робота в телесеріалі «Гострі предмети» з Емі Адамс та Патрісією Кларксон.
За її словами вона виросла на фільмі «Зачарована» з Емі Адамс, тому була неймовірно щаслива зніматися з нею в одному проекті.

## Фільмографія

### Фільми
| Рік  |    | Українська назва  | Оригінальна назва      | Роль           |
| ---- | -- | ----------------- | ---------------------- | -------------- |
| 2016 | кф |                   | Lacuna                 | Зоі            |
| 2018 | кф |                   | Grace                  | Грейс          |
| 2018 | кф |                   | Love and Other Places  | Клод           |
| 2019 | ф  | Молочні зуби      | Babyteeth              | Мілла Фінлей   |
| 2019 | ф  | Маленькі жінки    | Little Women           | Бет Марч       |
| 2020 | ф  | Диявол завжди тут | The Devil All The Time | Ленора Лаферте |
| 2021 | ф  | Старий            | Old                    | Евелін         |
| 2023 | ф  | Дівча Старлінґів  | The Starling Girl      | Джем Старлінґ  |
| 2024 | ф  | Озеро Каддо       | Caddo Lake             | Еллі           |

### Серіали
| Рік  |   | Українська назва  | Оригінальна назва | Роль                              |
| ---- | - | ----------------- | ----------------- | --------------------------------- |
| 2016 | с | Додому і в дорогу | Home and Away     | Табіта Форд (15 епізодів)         |
| 2018 | с | Гострі предмети   | Sharp Objects     | Емма Креллін (8 епізодів)         |
| 2021 | с |                   | Fires             | Наташа "Теш" Джейсік (5 епізодів) |
| 2022 | с | Перша леді        | First Lady        | Елеонора Рузвельт (2 епізоди)     |

### Театр
| Рік  | Назва                     | Роль          | Місце                           |
| ---- | ------------------------- | ------------- | ------------------------------- |
| 2019 | Володар мух               | Ерік          | Sydney Theatre Company          |
| 2019 | Убити пересмішника        | Майєлла Юелл  | Театр Шуберта                   |
| 2024 | Як важливо бути серйозним | Сесіль Кардью | Королівський національний театр |